# Gabarit breton
Le gabarit breton est une norme relative au gabarit maximum autorisé pour les navires navigant  sur tous les canaux et rivières navigables de Bretagne. 

## Dimensions
Bien que les gabarit de navires puissent varier sur les différents plan d'eau en Bretagne, un bateau respectant le gabarit décrit plus bas peut naviguer sur l'ensemble des voies d'eau intérieures d'un point de vue technique. En effet la contrainte vient de la taille des écluses qui permettent ou pas de laisser passer les bateaux. Il va de soit que le gabarit décrit les dimensions maximum à respecter, donc toute taille inférieure du bateau lui permettra de naviguer sur ces plans d'eau. 
Ce gabarit se définit, par les dimensions maximums acceptable du bateau pouvant emprunter cette voie d'eau :
- Longueur : 26,50 m
- Largeur : 4,50 m
- Tirant d'air : 2,5 m
- Tirant d'eau : 1,2 m

Tous les gabarits acceptés selon les voies d'eau sont listées sur le Guide pratique en bateau édité par le service des canaux de Bretagne.

## Grand Ouest
Par extension, ce gabarit permet de naviguer sur tous les plans d'eau de l'ouest de la France, incluant la Bretagne, mais aussi  les Pays de la loire.